# Museu Memorial de la Batalla de l'Ebre
El Museu Memorial de la Batalla de l'Ebre de Gandesa aborda la història més recent de la Terra Alta i la Ribera d'Ebre, i situa la batalla de l'Ebre com a eix vertebrador del discurs expositiu. Aquest fet històric, que va marcar profundament aquestes terres, serveix per explicar la seva evolució històrica des de diversos punts de vista: social, polític, econòmic i demogràfic.
S'estructura en cinc àmbits per desenvolupar tots aquests aspectes: la memòria dels edificis, la del paisatge, la dels objectes, la de les persones i la del Centre d'Estudis de la Batalla de l'Ebre (CEBE). Aquest equipament té l'origen en la col·lecció del CEBE. Aquesta entitat va néixer l'any 1998, impulsada per un grup d'estudiosos i col·leccionistes de Gandesa, veïns interessats en la història i en la recuperació de material documental, bèl·lic i cultural, de la batalla de l'Ebre i la Guerra Civil.

## Edifici
La construcció és del 1925-1926 d'una sola planta elevada sobre el nivell del sòl. Escala d'accés a la porta amb relleus de pilastres i cornisa amb l'escut de la corona. Presenta finestres rectangulars llises als paraments de tota la façana principal, on hi ha un conjunt de tres nivells, el primer de sòcol, el segon amb línies de forjat marcades per motllures de les aules i el tercer d'un petit frontó que als dos cossos sortits presenta una elevació de mida amb formes corbes. L'interior distribuït en aules entorn d'un passadís distribuïdor. La part posterior sense interès. La coberta és de teula a dues aigües a tots els cossos.

## Context
La visita d'aquest museu es pot complementar amb l'àmplia oferta dels Espais de la Batalla de l'Ebre, a les comarques de la Terra Alta i la Ribera d'Ebre. A Corbera d'Ebre es pot visitar el Poble Vell, declarat per la Generalitat de Catalunya l'any 1992 Bé Cultural d'Interès Nacional com a lloc històric. Al terme de la Fatarella hi ha el Memorial de les Camposines, un espai en record de tots els soldats morts durant la batalla. A més, hi podreu visitar cinc centres d'interpretació, repartits en diverses poblacions, i una sèrie d'espais històrics recuperats i senyalitzats, entre els quals hi ha dos refugis que han estat museïtzats, a Flix i a Benissanet.
A Gandesa, a més, hi ha altres ofertes culturals i patrimonials, com el jaciment ibèric del coll del Moro, que consta d'una necròpoli, diversos tallers i el mateix recinte fortificat del poblat; la Cooperativa Agrícola de Gandesa, edifici modernista de Cèsar Martinell construït el 1919, o l'església de la Mare de Déu de l'Assumpció, la Casa de la Vila Vella i la presó o casa de la Castellania, declarats tots tres Bé Cultural d'Interès Nacional com a monuments històrics. Un altre lloc que mereix una visita és la Fontcalda, on hi ha el santuari i un balneari en un entorn natural de gran bellesa.